# Jablůnka
Jablůnka (deutsch Jablunka) ist eine Gemeinde in der Mährischen Walachei in Tschechien. Sie liegt sechs Kilometer nordwestlich von Vsetín und gehört zum Bezirk Vsetín.

## Geographie
Jablůnka befindet sich rechtsseitig der Vsetínská Bečva am westlichen Fuße des Wsetiner Berglandes. Das Dorf erstreckt sich entlang des Baches Dědinský potok, in den hier rechtsseitig die Bäche Drahový potok, Dubčový potok und Lýkový potok einmünden. Nördlich erhebt sich die Březina (460 m), im Nordosten der Pálenisko (571 m), östlich der Na Vlčici (606 m), im Süden die Kobyla (467 m) und der Křížový (670 m), südwestlich die Kyčera (588 m), im Westen die Páleniska (503 m) sowie nordwestlich der Václavsko (550 m) und Krbácko (542 m). Durch Jablůnka verläuft die Staatsstraße I/57 zwischen Valašské Meziříčí und Vsetín sowie die Bahnstrecke Hranice na Moravě–Vsetín, an der sich am südlichen Ortsausgang die Bahnstation Jablůnka befindet.
Nachbarorte sind U Papírny, U Bohatců, Páleniska und Bystřička im Norden, U Kříže und Růžďka im Nordosten, Vsacká, Dřevojánci, Hlinsky und Růždecký Vesník im Osten, U Goldů, Vesník, V Potoce, Dolní Vesník und Granovská im Südosten, Bobrky, Formanka, Semetín, Nivka und Borčí im Süden, Ratiboř und V Sojném im Südwesten, Rafaje und Pržno im Westen sowie U Adama, U Kubínků, Krbácko, Mikulůvka, Straději und U Papežů im Nordwesten.

## Geschichte
Das Dorf entstand wahrscheinlich bereits im 13. Jahrhundert im Zuge der großen Kolonisation. Die erste schriftliche Erwähnung von Yablunka erfolgte am 24. Juni 1505 in der Olmützer Landtafel bei der Beurkundung des zwei Jahre zuvor erfolgten Verkaufs der Herrschaft Vsetín durch Peter von St. Georgen und Bösing an die fünf Brüder aus der Boleradicer Linie der Herren von Kunstadt. Der Ortsname leitet sich von jabloň (Apfelbaum) ab. Im 16. Jahrhundert setzte von Osten her die Besiedlung des Wsetiner Berglandes durch walachische Viehhirten ein, die in den Wäldern Paseken anlegten. 1535 wurde das Dorf als Jablunka bezeichnet. Im Jahre 1548 erwarben die Nekeš von Landek die Herrschaft. Zwischen 1567 und 1579 verwaltete Zdeněk Kavka Říčanský auf Brumov als Vormund des minderjährigen Jan Nekeš von Landek die Güter. Er untersagte den Untertanen die Rodung von Wald zur Anlegung von Paseken sowie die freie Holznutzung. Zugleich erhöhte er die Frondienste. Mit seinen Nachbarn, insbesondere den Grafen Zierotin auf Meziříčí führte Říčanský ständige Händel. Nach Erreichen der Volljährigkeit übernahmen seine Mündel 1579 die Herrschaft. 1613 überschrieb die verwitwete Lukrecia Nekešová von Landek die Herrschaft ihrem zweiten Ehemann Albrecht von Waldstein. Dieser trat nach dem Tode seiner Frau in militärische Dienste und übertrug die Verwaltung seiner Herrschaften Václav Štáblovský von Kovalovice. Nachfolgender Besitzer wurde Zdenko Žampach von Potštejn. Am 14. Mai 1634 verkauften die Herren von Žampach die Herrschaft Vsetín an den Kardinal Péter Pázmány, der eine letztlich erfolglose Rekatholisierung einleitete. Sein Erbe Nikolaus Pázmány de Panasz setzte diesen Kurs Fort. Am 9. Juni 1642 wurde die protestantische Familie Witzov durch den kaiserlichen Obristen Johann von Winz überfallen und in einem hölzernen Schuppen am Dorfplatz verschleppt. Zwischen 1642 und 1644 wurde die Gegend von den Schweden heimgesucht. Der walachische Aufstand wurde 1644 niedergeschlagen. Seine Anführer, darunter Jiří Rozler und Mikula Tomášů aus Jablůnka wurden in Brünn hingerichtet. Im Jahre 1660 bestanden in Jablůnka eine Wassermühle und eine Brettsäge, im Dorf lebten 201 Personen. Ab 1670 wurde das Dorf als Jablonka bezeichnet. 1818 bestanden in dem Dorf neben der Papiermühle auch zwei kleinere Sägemühlen. Im Jahre 1820 hatte Jablonka 559 Einwohner. Zu dieser Zeit nahm die Papiermühle die Herstellung von Holzschliffpapier auf. Bis zur Mitte des 19. Jahrhunderts blieb Jablunka immer zur Herrschaft Vsetín untertänig.
Nach der Aufhebung der Patrimonialherrschaften bildete Jablunka ab 1850 eine Gemeinde in der Bezirkshauptmannschaft Valašské Meziříčí. 1860 gründete die Glasmacherdynastie Reich in Jablunka eine Glasfabrik, die bis 1904 noch um eine Raffinerie und Schleiferei erweitert wurde. Im Jahre 1901 entstand die Porzellanmalerei Dohnal, die bis 1928 produzierte. 1885 wurde die Eisenbahn von Mährisch Weißkirchen nach Wsetin eingeweiht und der Ort erhielt eine Bahnstation. Seit 1910 gehört der Ort zum Bezirk Vsetín. Zwischen 1911 und 1921 wurden in Jablunka geflochtene Sitze für die Möbelfabriken Gebrüder Thonet gefertigt. Bis zur Mitte des 20. Jahrhunderts entstanden in Jablunka mehrere kleine Fabriken für Holzschuhe, Zahnstocher und Knöpfe, die die Weltwirtschaftskrise nicht überstanden. Der heutige Ortsname Jablůnka wurde 1924 eingeführt. Die 1926 errichtete Bugholzmöbelfabrik brannte 1932 ab. Die untere Schule wurde 1930 eingeweiht. Im Zuge des zweigleisigen Ausbaus der Bahnstrecke wurde 1937 der Bahnhof umgestaltet. Zwischen 1947 und 1954 entstand die obere Schule und in den Jahren 1976 bis 1980 der Kindergarten. Zwischen 1985 und 1990 war Pržno eingemeindet. Beim Zensus von 2001 hatte das Dorf 1975 Einwohner.

## Gemeindegliederung
Für die Gemeinde Jablůnka sind keine Ortsteile ausgewiesen, jedoch gehören zum Ort die Ansiedlungen Páleniska, U Papírny, U Bohatců und Vesník.

## Sehenswürdigkeiten
- Helvetische Kirche, errichtet 1877, im Jahre 1903 wurde sie nach einem Brand wiederaufgebaut.
- Friedhof, angelegt 1852 als evangelische Begräbnisstätte
- Gedenkstein für die Opfer beider Weltkriege an der Kirche
- Naturschutzgebiete Lúčky - Roveňky und Růždecký Vesník östlich des Dorfes
- Naturdenkmal Mokřady Vesník, südöstlich des Ortes